# Campylidium sommerfeltii
Campylidium sommerfeltii là một loài Rêu trong họ Amblystegiaceae. Loài này được (Myrin) Ochyra mô tả khoa học đầu tiên năm 2003.